# Xystochroma echinatum
Xystochroma echinatum är en skalbaggsart som beskrevs av Dilma Solange Napp och Martins 2005. Xystochroma echinatum ingår i släktet Xystochroma och familjen långhorningar. Inga underarter finns listade i Catalogue of Life.